# Acuario The Living Planet
El Acuario The Living Planet (en inglés: The Living Planet Aquarium) ubicado en Sandy, Utah, Estados Unidos, es el hogar de 1.550 animales que representan 294 especies. El acuario público se compone de tres exposiciones principales: Descubre Utah, Ocean Explorer, y el viaje a Sudamérica.
El acuario surgió de una iniciativa de Brent Andersen,  un biólogo marino en 1999, cuando dos camionetas fueron equipadas con exhibiciones educativas y comenzaron a visitar las escuelas de Utah. En junio de 2004 The Living Planet Aquarium Prueba se abrió en el centro comercial Gateway, pero se trasladó a su actual ubicación en Sandy, Utah en 2006 para dar cabida a exposiciones más grandes y en expansión. 